# Rezerwat przyrody Ostoja bobrów na rzece Pasłęce
Rezerwat przyrody „Ostoja bobrów na rzece Pasłęce” – rezerwat faunistyczny położony w województwie warmińsko-mazurskim i przebiegający przez gminy: Stawiguda, Olsztynek, Gietrzwałd, Jonkowo, Świątki, Łukta, Lubomino, Miłakowo, Orneta, Godkowo, Płoskinia, Wilczęta, Braniewo oraz miasto Braniewo.
W jego skład wchodzą rzeka Pasłęka i jezioro Isąg oraz tereny leśne przyległe do nich, a także pasy gruntów przybrzeżnych o szerokości 100 m na gruntach państwowych i 10 m na gruntach prywatnych. Rezerwat utworzono w celu ochrony bobrów.
Pierwszy rezerwat pod nazwą „Rezerwat Bobrowej Dębiny” został utworzony Zarządzeniem Ministra Leśnictwa i Przemysłu Drzewnego z dnia 17 kwietnia 1965 r. w sprawie uznania za rezerwat przyrody. Akt prawny powołujący rezerwat pod nazwą „Ostoja bobrów na rzece Pasłęce” został wydany 5 stycznia 1970 roku. Następnie został zmieniony w 1989, w 2000, a także w 2001 roku. Kolejne zarządzenie w sprawie zmiany granic rezerwatu wydane w roku 2009 zostało pół roku później uchylone.
Rezerwat zajmował początkowo 4030,25 ha. Obecnie jego powierzchnia liczy 4249,2 ha. Rezerwat ten jest największym rezerwatem w województwie warmińsko-mazurskim.
Obszar rezerwatu podlega ochronie czynnej i krajobrazowej.
Na terenie rezerwatu obowiązuje zakaz przebywania osób nieupoważnionych (z wyjątkiem gruntów prywatnych) oraz zakaz wznoszenia budowli i urządzeń komunikacyjnych i innych technicznych.